# 上林憲行
上林 憲行（かみばやし のりゆき）は、日本の工学者。東京工科大学教授。

## 略歴
1980年慶應義塾大学大学院理工学研究科博士課程修了。工学博士。
同年広島大学工学部助手。富士ゼロックス勤務を経て、2000年山形大学工学部情報科学科教授。2003年東京工科大学教授。
人工知能学会理事、情報処理学会理事などを歴任。

2021年現在 MUDS生からの人気者である。

## 著書

### 単著
- 『サービスサイエンス入門』（オーム社、2007年11月1日、ISBN 9784274067044）

### 分担執筆
- （電気通信技術審議会）『電気通信と人工知能』（オーム社、1988年10月1日、ISBN 9784274032240）
- （人工知能学会）『人工知能ハンドブック』（オーム社、1990年1月1日、ISBN 9784274075421）
- （林幸雄）『ネットワーク科学の道具箱』（近代科学社、2007年12月1日、ISBN 9784764903463）

### 翻訳
- （ウィリアム・T・バーデン）『マイコンプログラム入門』（共立出版、1982年12月1日、ISBN 9784320021709）